# László Rátz
László Rátz (ur. 9 kwietnia 1863 w Sopronie, zm. 30 września 1930 w Budapeszcie) – uważany za najlepszego nauczyciela gimnazjalnego na Węgrzech. Nauczał matematyki w budapeszteńskim Fasori Gimnázium, jego uczniami byli m.in. Eugene Wigner, John von Neumann i János Harsányi.

## Życiorys
László Rátz urodził się w 1863 roku w rodzinie Ágosta Rátza i Emmy z domu Töpler. W 1882 ukończył ewangelickie gimnazjum w Sopronie, następnie studiował do 1887 na uniwersytecie w Budapeszcie, do 1888 w Berlinie, potem do 1889 w Strasburgu. W 1890 rozpoczął pracę jako nauczyciel matematyki w Fasori Gimnázium w Budapeszcie, w latach 1909-1914 był jego dyrektorem. Zmarł w 1930 w Budapeszcie. Jego grób znajduje się w Sopronie, na cmentarzu luterańskim.

## Galeria

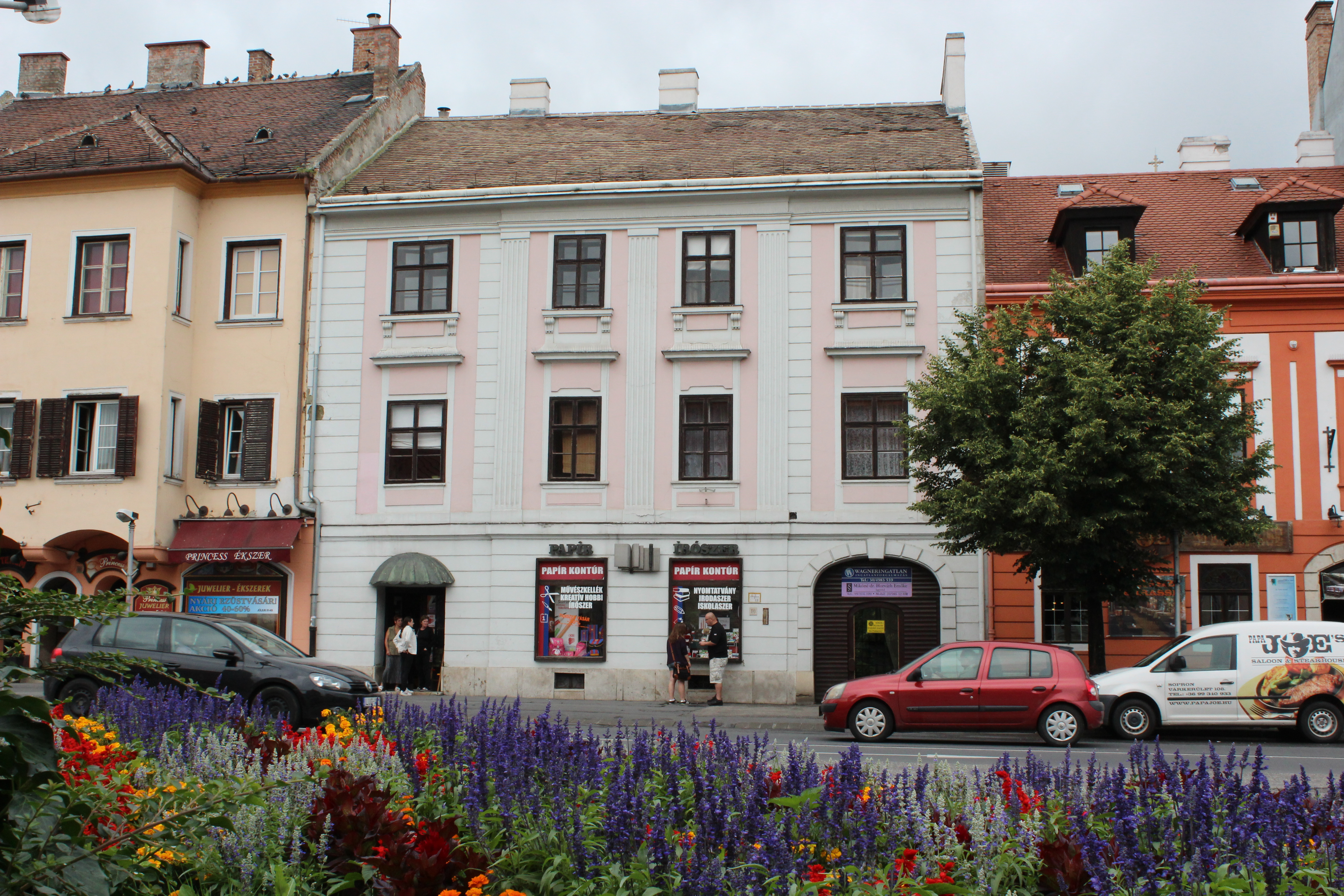
Miejsce narodzin László Rátza
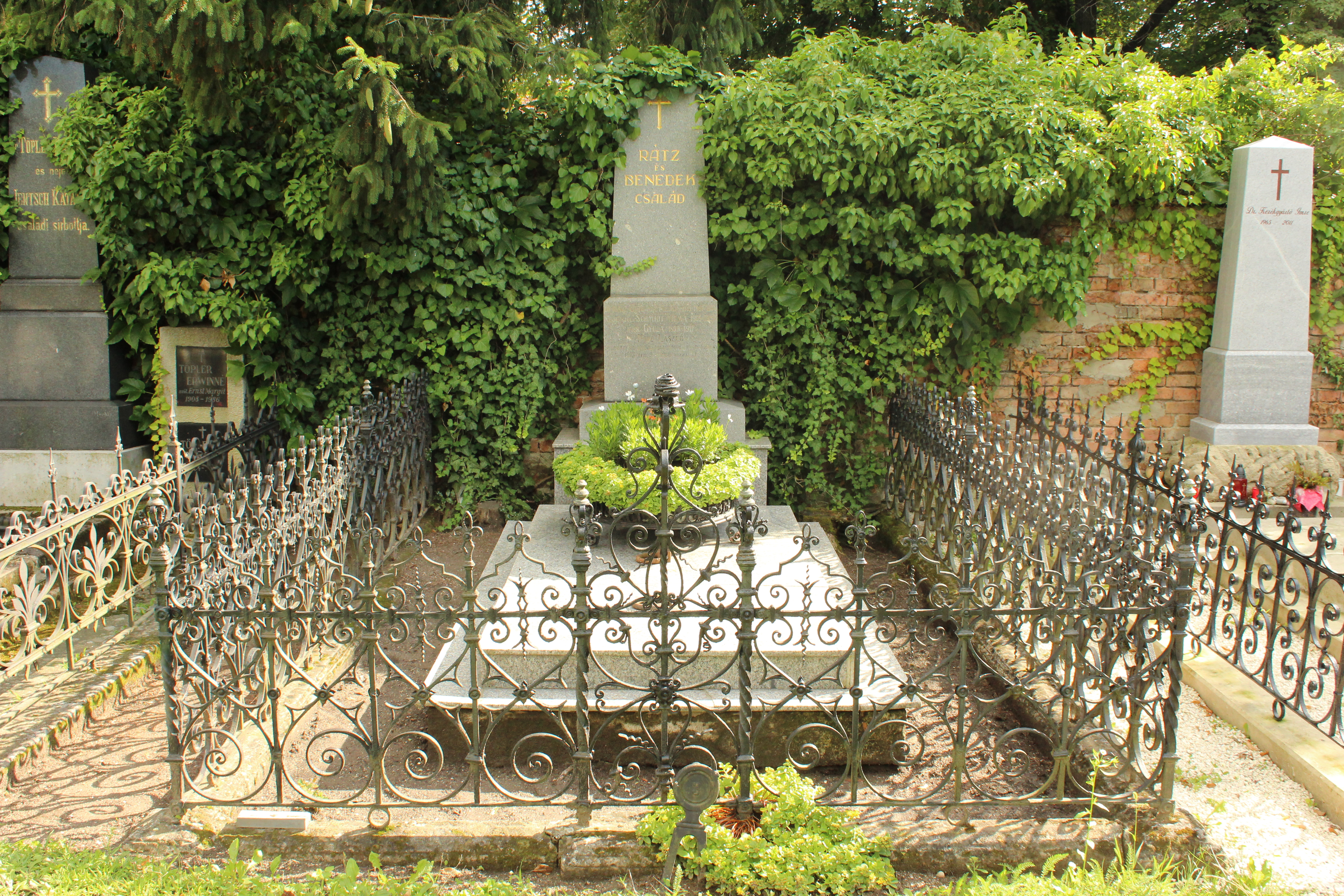
Grób rodziny Rátz
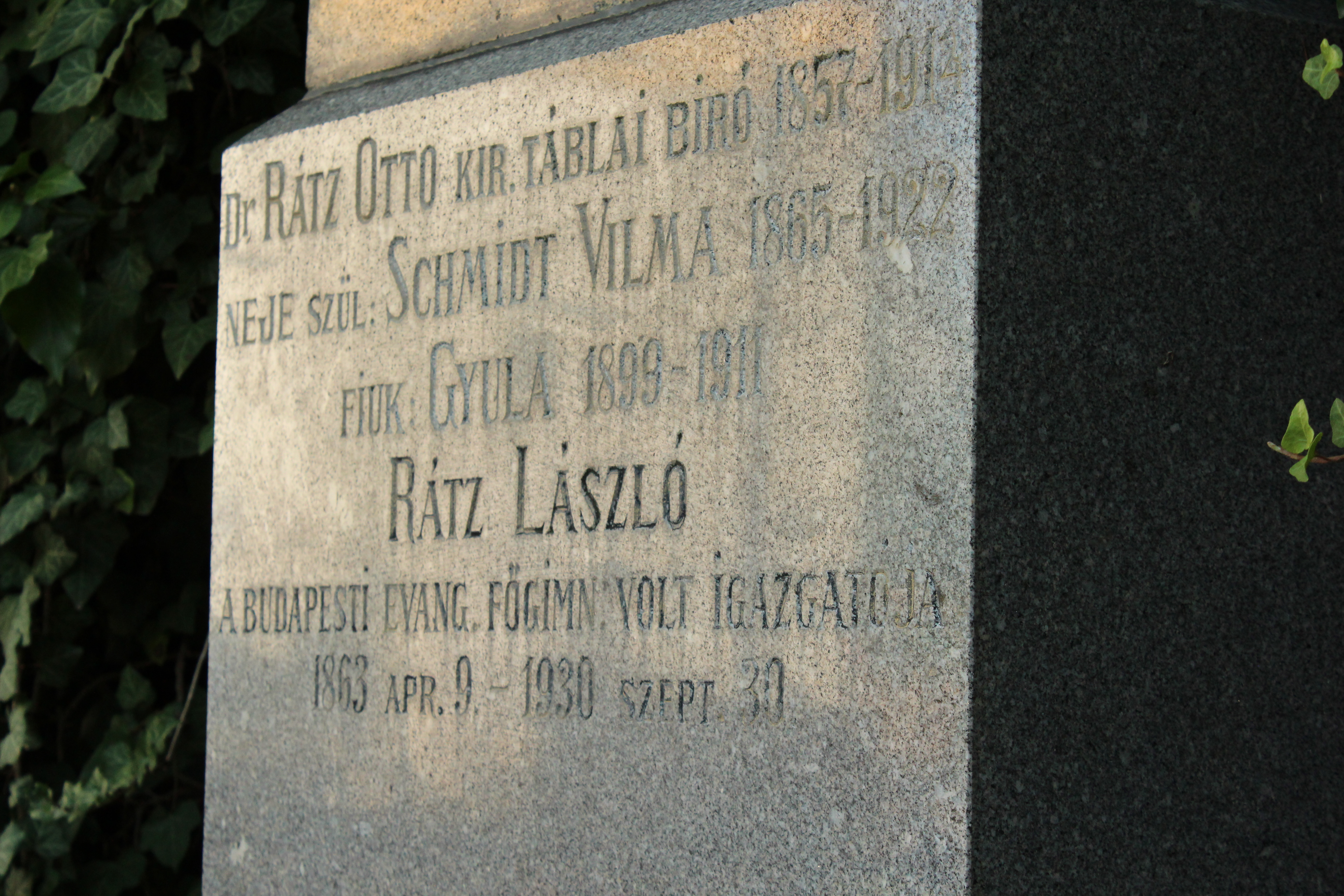
László Rátz, nagrobek